# Alva Bratt

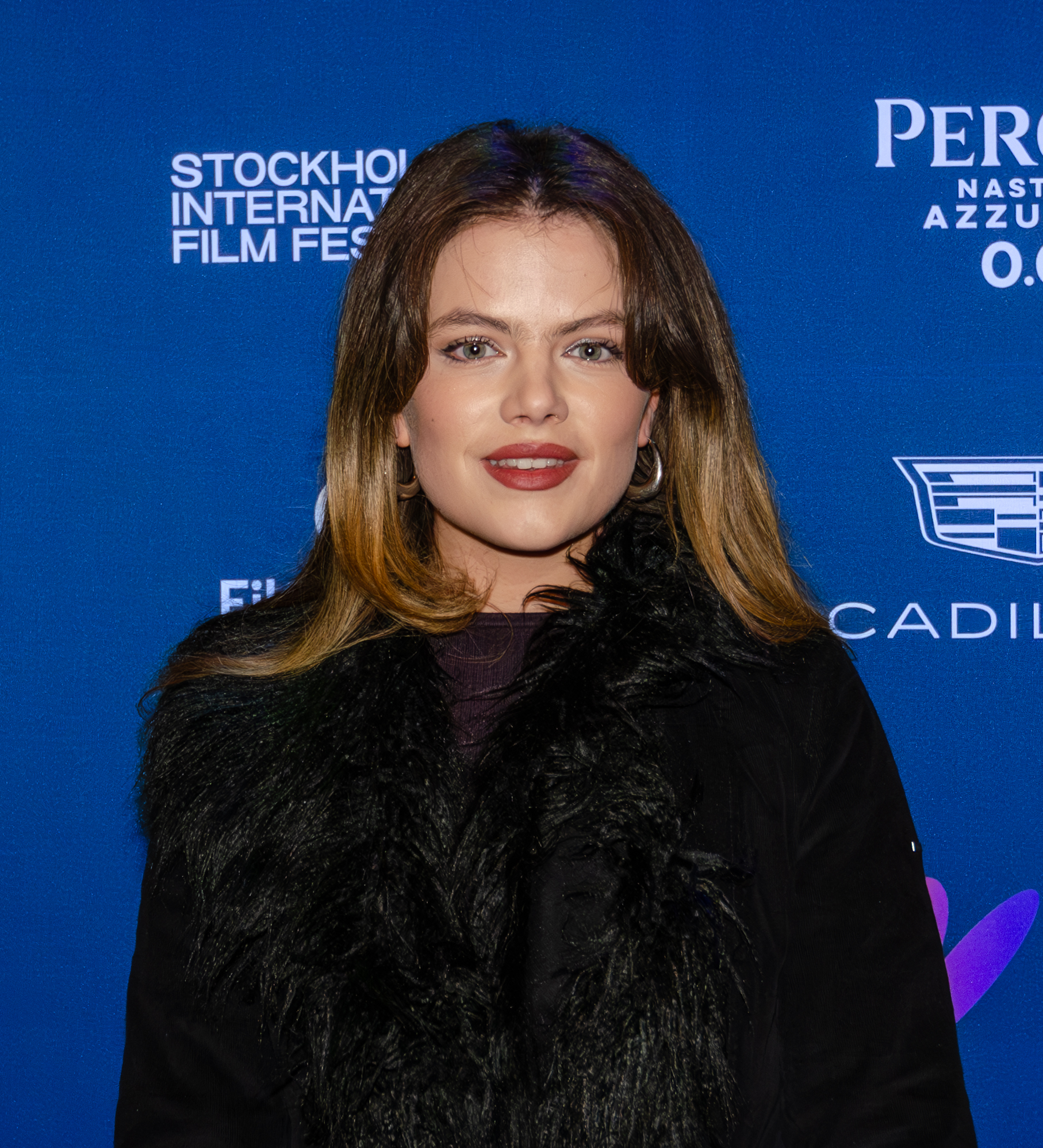
Alva Bratt (2023)

Alva Leia Bratt (* 28. September 1998 in Stockholm) ist eine schwedische Schauspielerin.

## Leben und Karriere
Bratt wurde am 28. September 1998 in Stockholm geboren. Ihr Debüt gab sie 2019 in der Fernsehserie Eagles. Danach spielte sie im selben Jahr in Störst av allt mit. 2020 war sie in Tjockare än vatten zu sehen. Außerdem wurde sie 2021 für die Serie Zebrarummet gecastet. Unter anderem spielte sie im Dokumentarfilm Lena mit. Sie ist auch als Fotomodell aktiv. 2020 wurde sie beim Stockholm Film Festival für den Rising Star Award nominiert.

## Filmografie (Auswahl)
Filme
- 2021: Lena
- 2024: Ein Teil von dir (En del av dig)

Serien
- 2019: Quicksand – Im Traum kannst du nicht lügen (Störst av allt)
- 2019–2022: Eagles
- 2020: Tjockare än vatten
- 2021: Zebrarummet
- 2021: Lasse-Majas detektivbyrå
- 2022: Likea
- 2022: Kronprinsen som försvann
- seit 2023: Barracuda Queens